# Кринкилл
Кринкилл (англ. Crinkill; ирл. Críonchoill) — деревня в Ирландии, находится в графстве Оффали (провинция Ленстер).